# Liste der denkmalgeschützten Objekte in Marchegg
Die Liste der denkmalgeschützten Objekte in Marchegg enthält die 22 denkmalgeschützten, unbeweglichen Objekte der Gemeinde Marchegg.

## Denkmäler
| Foto |                 | Denkmal                                                                  | Standort                                                           | Beschreibung | Metadaten |
| ---- | --------------- | ------------------------------------------------------------------------ | ------------------------------------------------------------------ | --- | --- |
| ja   | Datei hochladen | Kath. Pfarrkirche hll. Petrus und Paulus HERIS-ID: 10271 Objekt-ID: 6324 | bei Kirchenring 2 Standort KG: Breitensee                          | Die Pfarrkirche hll. Petrus und Paulus, eine ehemalige Wallfahrtskirche in erhöhter Lage im Osten von Breitensee, ist ein im Kern frühgotischer Bau des 13. Jahrhunderts, der im 17. Jahrhundert barockisiert wurde. Am Übergang vom schlichten Langhaus mit Spitzbogenfenstern zum abgesetzten Chor erhebt sich ein gedrungener Dachreiter mit Schallfenstern und Spitzhelm. Im Süden liegt ein barocker Sakristeianbau des 17. Jahrhunderts und im Westen eine Vorhalle aus der Mitte des 19. Jahrhunderts. | BDA-Hist.: Q22691435 Status: § 2a Stand der BDA-Liste: 2025-06-30 Name: Kath. Pfarrkirche hll. Petrus und Paulus GstNr.: 100 St. Petrus und Paulus (Breitensee)                                                  |
| ja   | Datei hochladen | Ehem. Zollwachegebäude/Mauthaus HERIS-ID: 10657 Objekt-ID: 6718          | Bahnstraße 71 Standort KG: Marchegg                                | Das mächtige, dreigeschoßige Amtshaus mit eingezogener Gebäudemitte wurde 1923 als Zollwachegebäude errichtet. | BDA-Hist.: Q38075527 Status: § 2a Stand der BDA-Liste: 2025-06-30 Name: Ehem. Zollwachegebäude/ Mauthaus GstNr.: 742 Zollwachegebäude Marchegg                                                                   |
| ja   | Datei hochladen | Kath. Filialkirche Christkönigskirche HERIS-ID: 11045 Objekt-ID: 7114    | Berggasse 10 Standort KG: Marchegg                                 | Die Christkönigkirche, ein schlichter und nüchterner Zweckbau, wurde von Karl Holey 1930 errichtet und 1958 mit einem überhöhten Bauteil nach Plänen des Architekten Karl Humpelstetter erweitert. Zur Ausstattung zählt ein aus der Schlosskapelle stammendes frühbarockes Kruzifixus, das Jörg Petel zugeschrieben wird, einem 1634 verstorbenen Bildhauer, Bossierer und Elfenbeinschnitzer. | BDA-Hist.: Q38088171 Status: § 2a Stand der BDA-Liste: 2025-06-30 Name: Kath. Filialkirche Christkönigskirche GstNr.: 925/1 Filialkirche in Marchegg                                                             |
| ja   | Datei hochladen | Jüdischer Friedhof HERIS-ID: 99021 Objekt-ID: 115014                     | östlich Friedhofgasse 12 Standort KG: Marchegg                     | Der spätestens 1887 als Abteilung des Stadtfriedhofs geschaffene jüdische Friedhof umfasst eine Fläche von 203 m². Das Areal wurde 1938 planiert und seiner Grabsteine beraubt. Der letzte Grabstein wurde 1958 entfernt. Beim unteren Ausgang wurde 2004 ein Gedenkstein errichtet. | BDA-Hist.: Q37773195 Status: § 2a Stand der BDA-Liste: 2025-06-30 Name: Jüdischer Friedhof GstNr.: 167 |
| ja   | Datei hochladen | Kaiser Franz Joseph-Denkmal HERIS-ID: 10659 Objekt-ID: 6720              | bei Hauptplatz 2 Standort KG: Marchegg                             | Das Denkmal zu Ehren des Kaisers Franz Joseph I. auf dem Hauptplatz wurde 1909 errichtet. | BDA-Hist.: Q38075607 Status: § 2a Stand der BDA-Liste: 2025-06-30 Name: Kaiser Franz Joseph-Denkmal GstNr.: 1788/1                                                                                               |
| ja   | Datei hochladen | Mariensäule HERIS-ID: 10658 Objekt-ID: 6719                              | bei Hauptplatz 2 Standort KG: Marchegg                             | Die hohe Säule auf dem Hauptplatz, laut Überlieferung die ehemalige Prangersäule, trägt eine barocke Immaculata-Figur aus der Mitte des 18. Jahrhunderts. | BDA-Hist.: Q38075547 Status: § 2a Stand der BDA-Liste: 2025-06-30 Name: Mariensäule GstNr.: 1788/1 |
| ja   | Datei hochladen | Ehem. Landrichterhaus HERIS-ID: 10266 Objekt-ID: 6319                    | Hauptplatz 3 Standort KG: Marchegg                                 | Das 1732 errichtete Landrichterhaus ist ein eingeschoßiger pavillonartiger Bau, der über eine konkav eingezogene Gartenfassade mit betonter Mitte sowie zwei Rechteckportale mit flachen Figurennischen verfügt. In einer Nische befindet sich eine Steinfigur des griechischen Schlafgottes Hypnos. Die Fassade ist durch genutete Putzbänder gegliedert. Die Räume im Inneren haben zum Teil Flachtonnengewölbe und Stichkappen. | BDA-Hist.: Q38062426 Status: Bescheid Stand der BDA-Liste: 2025-06-30 Name: Ehem. Landrichterhaus GstNr.: 413 Landrichterhaus (Marchegg)                                                                         |
| ja   | Datei hochladen | Bürgerhaus HERIS-ID: 11044 Objekt-ID: 7113                               | Hauptplatz 4 Standort KG: Marchegg                                 | Der zweigeschoßige, spätbarocke Bau aus dem späten 18. Jahrhundert mit Walmdach und einer schlichten Fassade mit Eckquaderung und Kordongesims hat Fenster mit Parapetfeldern und gerader Verdachung. Anmerkung: | BDA-Hist.: Q38088161 Status: Bescheid Stand der BDA-Liste: 2025-06-30 Name: Bürgerhaus GstNr.: 402 |
| ja   | Datei hochladen | Steinfiguren HERIS-ID: 10795 Objekt-ID: 6858                             | bei Hauptplatz 5 Standort KG: Marchegg                             | Im parkähnlichen Zugang zum Schloss stehen Steinfiguren der Göttinnen Diana (aus dem 18. Jahrhundert) und Pomona (von Heinrich Natter) Anmerkung: Die beiden Figuren sind derzeit (April 2023) nicht vorhanden. | BDA-Hist.: Q38080568 Status: § 2a Stand der BDA-Liste: 2025-06-30 Name: Steinfiguren GstNr.: 1788/4 Steinfiguren (Marchegg)                                                                                      |
| ja   | Datei hochladen | Rathaus, ehem. Schule HERIS-ID: 11043 Objekt-ID: 7112                    | Hauptplatz 30 Standort KG: Marchegg                                | Das Rathaus auf dem Hauptplatz ist ein mehrfach veränderter, zweigeschoßiger Bau mit einem getreppten Dreiecksgiebel über der Portalachse, erbaut 1876. | BDA-Hist.: Q38088150 Status: § 2a Stand der BDA-Liste: 2025-06-30 Name: Rathaus, ehem. Schule GstNr.: 310 Rathaus Marchegg                                                                                       |
| ja   | Datei hochladen | Figurenbildstock hl. Johannes Nepomuk HERIS-ID: 10654 Objekt-ID: 6715    | bei Hauptplatz 36, auf der Grünfläche Standort KG: Marchegg        | Die barocke Steinfigur des Heiligen Johannes Nepomuk aus der ersten Hälfte des 18. Jahrhunderts steht am Hauptplatz auf einem wappenverzierten Sockel. | BDA-Hist.: Q38075450 Status: § 2a Stand der BDA-Liste: 2025-06-30 Name: Figurenbildstock hl. Johannes Nepomuk GstNr.: 1788/1 Statue of John of Nepomuk, Marchegg                                                 |
| ja   | Datei hochladen | Wohnhaus HERIS-ID: 10660 Objekt-ID: 6721                                 | Hauptplatz 40 Standort KG: Marchegg                                | | BDA-Hist.: Q38075643 Status: Bescheid Stand der BDA-Liste: 2025-06-30 Name: Wohnhaus GstNr.: 299 |
| ja   | Datei hochladen | Gesamtanlage Schloss Marchegg HERIS-ID: 111342 Objekt-ID: 129156         | Im Schloß 1 Standort KG: Marchegg                                  | Der Bau ist durchgehend zweigeschoßig und liegt in einem großen Park. Im Inneren befinden sich einige Räume mit Stuckdecken. Die ehemalige Kapelle ist ebenfalls zweigeschoßig. Vor dem Schloss befindet sich eine Einfahrt mit schmiedeeisernem Tor. Das Schloss wurde für die Niederösterreichische Landesausstellung 2022 gründlich renoviert. | BDA-Hist.: Q1591028 Status: Bescheid Stand der BDA-Liste: 2025-06-30 Name: Marchegg - Schlossanlage GstNr.: 426, 414, 415, 416/1, 416/3, 416/4, 417/1, 428/2, 429/1, 429/2, 430, 431, 432, 417/2 Castle Marchegg |
| ja   | Datei hochladen | Portalanlage und Brücke HERIS-ID: 10268 Objekt-ID: 6321                  | bei Im Schloß 1 Standort KG: Marchegg                              | Hinter einer kleinen Brücke mit Steinbrüstung liegt ein großes Tor mit Pilastergliederung und bekrönendem Segmentbogengiebel, errichtet in der Mitte des 18. Jahrhunderts. Es wird von zwei unterschiedlich großen Torwächterhäuschen flankiert. Das linke ist ein kleiner Bau des 18. Jahrhunderts, das rechte langgestrecktes eingeschoßiges Gebäude mit schlichter Fassadengliederung aus der ersten Hälfte des 18. Jahrhunderts. Die Räume sind zum Teil mit Tonnengewölben und Stichkappen ausgestattet. Links des Tores steht eine spätbarocke Immaculata-Figur. | BDA-Hist.: Q38062523 Status: Bescheid Stand der BDA-Liste: 2025-06-30 Name: Portalanlage und Brücke GstNr.: 416/2                                                                                                |
| ja   | Datei hochladen | Schlosspark HERIS-ID: 10796 Objekt-ID: 6859                              | bei Im Schloß 1 Standort KG: Marchegg                              | Im Schlosspark befindet sich unter anderem das 1925 erbaute Mausoleum der Familie Pálffy-Erdöd. | BDA-Hist.: Q38080586 Status: § 2a Stand der BDA-Liste: 2025-06-30 Name: Schlosspark GstNr.: 426 Schlosspark Marchegg                                                                                             |
| ja   | Datei hochladen | Kath. Pfarrkirche hl. Margaretha HERIS-ID: 10270 Objekt-ID: 6323         | bei Kirchenplatz 4 Standort KG: Marchegg                           | Die Pfarrkirche von Marchegg, 1268 als große dreischiffige Stadtpfarrkirche konzipiert, wurde nach schweren Zerstörungen der Jahre 1529 und 1634 bis in die zweite Hälfte des 18. Jahrhunderts nur teilweise genutzt und 1789/1790 in einer wesentlich kleineren Ausführung neu erbaut. Der Bau ist durch ein Spitzbogenportal im Westturm zugänglich. Der Turm hat eine ebenso schlichte spätbarocke Fassadengestaltung wie das Langhaus. Die ältesten Teile der Kirche sind der hohe, bemerkenswerte Chor aus dem dritten Viertel des 13. Jahrhunderts und die im Kern frühgotische Sakristei südlich des Chores. Die Grundmauern der früheren Seitenschiffe sind noch nachweisbar.                    | BDA-Hist.: Q18562402 Status: § 2a Stand der BDA-Liste: 2025-06-30 Name: Kath. Pfarrkirche hl. Margaretha GstNr.: 284 Pfarrkirche Marchegg                                                                        |
| ja   | Datei hochladen | Ehem. Mauthaus HERIS-ID: 10656 Objekt-ID: 6717                           | Neustiftgasse 1 Standort KG: Marchegg                              | Das ehemalige Mauthaus ist ein zweigeschoßiger, spätbarocker Bau mit Walmdach, errichtet im Jahr 1782. Es hat eine schlichte Fassade mit betontem Kordongesims. | BDA-Hist.: Q38075508 Status: Bescheid Stand der BDA-Liste: 2025-06-30 Name: Ehem. Mauthaus GstNr.: 494 |
| ja   | Datei hochladen | Bildstock HERIS-ID: 10652 Objekt-ID: 6713                                | südlich Salmhof 1 Standort KG: Marchegg                            | Die Pestsäule gegenüber dem Salmhof ist ein schlanker Pfeilerbildstock mit bekrönendem Tabernakel, aus dem dritten Viertel des 17. Jahrhunderts. In den Tabernakelnischen sind Inschriften zu sehen. | BDA-Hist.: Q38075382 Status: § 2a Stand der BDA-Liste: 2025-06-30 Name: Bildstock GstNr.: 1799/4 |
| ja   | Datei hochladen | Salmhof HERIS-ID: 10269 Objekt-ID: 6322                                  | Salmhof 4 Standort KG: Marchegg                                    | Der Salmhof ist ein ehemals herrschaftlicher Wirtschaftshof, erbaut 1547 von Niklas Graf Salm dem Jüngeren westlich von Marchegg. Nach den Schwedenkriegen erfolgte 1629 ein Neubau durch Paul Freiherr von Pálffy. Seit dem 19. Jahrhundert wird die Anlage als Spiritusbrennerei genutzt. Nach schweren Kriegsschäden des Jahres 1944 wurde später unter Beibehaltung des Kernbaues der Betrieb wider aufgenommen. Der zweigeschoßige Bau hat eine schlichte Fassadengestaltung aus dem letzten Viertel des 18. Jahrhunderts. In der Mitte des Gebäudes liegt eine zweiarmige Arkadenstiege aus dem 17. Jahrhundert mit einem zentralen Rundbogentor.                                                  | BDA-Hist.: Q28813551 Status: Bescheid Stand der BDA-Liste: 2025-06-30 Name: Salmhof GstNr.: 1623/2 Salmhof, Marchegg                                                                                             |
| ja   | Datei hochladen | Zollwachedenkmal HERIS-ID: 113329 Objekt-ID: 131620seit 2020             | Überfuhrgasse 13, östlich, am Hochwasserdamm Standort KG: Marchegg | Der Obelisk wurde 1938 anlässlich der Fertigstellung des Hochwasserschutzdamms an der March errichtet und 1955 zu einem Denkmal für die österreichische Zollwache umgestaltet, die damals ihr 125-jähriges Bestandsjubiläum beging. | BDA-Hist.: Q105647131 Status: Bescheid Stand der BDA-Liste: 2025-06-30 Name: Zollwachedenkmal GstNr.: 1958 |
| ja   | Datei hochladen | Stadtmauer HERIS-ID: 10265 Objekt-ID: 6318                               | Standort KG: Marchegg                                              | Die laut einer Urkunde 1268 in Form eines Vierecks angelegte Ringmauer mit ursprünglich drei Toren (Wienertor im Westen, Ungartor im Osten, Hainburgertor im Süden) und der mächtigen Stadtburg in der Nordwestecke ist bis auf den nördlichen Teil in weiten Teilen erhalten. Die drei viereckigen Torbauten sind bis auf das im Jahr 1900 geschleifte Hainburgertor ebenfalls in Resten erhalten, wobei der des Wienertores (hier abgebildet, Lage) zum Teil rekonstruiert wurde. Das Ungartor (Lage) ist mit Maßwerkfenstern ausgestattet, beide Tore mit frühgotischen Sitznischen. An der Nord- und Ostseite wurden Teile der Ringmauer in den 1935 errichteten Hochwasserschutzdamm miteinbezogen. | BDA-Hist.: Q38062412 Status: § 2a Stand der BDA-Liste: 2025-06-30 Name: Stadtmauer GstNr.: 1959/1, 1959/2, 1959/3, 1959/4 City walls of Marchegg                                                                 |
| ja   | Datei hochladen | Teilbereich der Kuruzzenschanze HERIS-ID: 206287seit 2020                | Standort KG: Marchegg                                              | Die Befestigungsanlage (Erdwall mit Palisaden und kleinen Forts) wurde in den Jahren 1703/04 erbaut und bis zum Ende des 18. Jahrhunderts betrieben. Der Wall sollte die kaiserlichen Truppen der Habsburger im Kampf gegen die Kuruzzen unterstützen – bäuerliche Aufständische aus Ungarn im Gefolge des Aufstandes von Franz II. Rákóczi (1704–1711) – und den Zugang von Ungarn nach Wien sperren. | BDA-Hist.: Q107873081 Status: Bescheid Stand der BDA-Liste: 2025-06-30 Name: Teilbereich der Kuruzzenschanze GstNr.: 1155/2 Kuruzzenschanze, Austria                                                             |